# アレッサンドロ・ロジーナ
アレッサンドロ・ロジーナ（Alessandro Rosina, 1984年1月31日 - ）は、イタリア・コゼンツァ県ベルヴェデーレ・マリッティモ出身の元サッカー選手。現役時代のポジションはミッドフィールダー。
ブラジル人選手のような優れたテクニックを持つことからロジナウドの愛称で親しまれた。

## 経歴

### クラブ
数々のテクニックや優れたパスセンス、鋭いドリブルなどから、フランチェスコ・トッティの後継者に推す声も多い。イタリア南部のカラブリア州出身で、パルマFCの入団テストに合格したために北部のクレモナ県に引っ越した。この地で工業高校の情報管理科を卒業している。パルマFCではチェーザレ・プランデッリ監督の下で、アドリアン・ムトゥやアドリアーノのいたチームで主に控えでプレーした。パルマFCからエラス・ヴェローナFCを経てトリノFCに移籍した。トリノFCにおいては、その圧倒的な存在感からキャプテンに任命され、苦戦するチームを鼓舞した。2006-07シーズン、アルベルト・ザッケローニ監督はロジーナをメンバーから外して大敗したことで会長の怒りを買い、結果として監督を辞めさせられた。2008-09シーズンは18位でセリエBに降格した。ロジーナ自身もPKを除くとわずか1得点と不調だった。
2009年7月、移籍金700万ユーロ（約9億4000万円）でFCゼニト・サンクトペテルブルクに移籍した。2011年1月29日に7月までの期限付き移籍でACチェゼーナへ移籍。
2012年8月31日、セリエAのACシエーナのテストを経て契約を勝ち取った。2012-13シーズンを終えクラブは降格するも残留した。翌シーズンを以てクラブは破産し、2014年7月23日にセリエBのカルチョ・カターニアに移籍した。2015年8月31日、FCバーリ1908にローンで加入した。

### 代表
2007年10月17日、南アフリカとの親善試合でイタリア代表デビューした。

## エピソード
- 人間的な面でもプレーの面でも、ジャンフランコ・ゾラにあこがれている。少年時代にはゾラに練習で使用したビブスをもらったことがある[1]。
- 兄のフランチェスコと父親はイタリア国鉄に勤めている。もうひとりの兄のファブリツィオはパルマ大学法学部を卒業した[1]。

## 個人成績
| クラブ     | シーズン | リーグ戦 | リーグ戦 | カップ戦 | カップ戦 | 欧州カップ戦 | 欧州カップ戦 | 期間通算 | 期間通算 |
| クラブ     | シーズン | 出場     | 得点     | 出場     | 得点     | 出場         | 得点         | 出場     | 得点     |
| ---------- | -------- | -------- | -------- | -------- | -------- | ------------ | ------------ | -------- | -------- |
| パルマ     | 2002-03  | 6        | 0        | 0        | 0        | 0            | 0            | 6        | 0        |
| パルマ     | 2003-04  | 7        | 0        | 4        | 1        | 4            | 1            | 15       | 2        |
| パルマ     | 2004-05  | 12       | 0        | 3        | 0        | 5            | 0            | 20       | 0        |
| パルマ     | 通算     | 25       | 0        | 7        | 1        | 9            | 1            | 41       | 2        |
| ヴェローナ | 2004-05  | 17       | 2        | -        | -        | -            | -            | 17       | 2        |
| ヴェローナ | 通算     | 17       | 2        | -        | -        | -            | -            | 17       | 2        |
| トリノ     | 2005-06  | 38+4     | 11+1     | 0        | 0        | -            | -            | 38+4     | 11+1     |
| トリノ     | 2006-07  | 37       | 9        | 2        | 3        | -            | -            | 39       | 12       |
| トリノ     | 2007-08  | 35       | 8        | 1        | 1        | -            | -            | 36       | 9        |
| トリノ     | 2008-09  | 31       | 5        | 3        | 1        | -            | -            | 34       | 6        |
| トリノ     | 通算     | 139+4    | 33+1     | 6        | 5        | -            | -            | 149      | 39       |
| ゼニト     | 2009     | 9        | 2        | 1        | 1        | 2            | 0            | 12       | 3        |
| ゼニト     | 2010     | 15       | 2        | 4        | 6        | 2            | 0            | 25       | 6        |
| ゼニト     | 通算     | 24       | 4        | 5        | 3        | 8            | 2            | 37       | 9        |
| チェゼーナ | 2010-11  | 10       | 1        | -        | -        | -            | -            | 10       | 1        |
| チェゼーナ | 通算     | 10       | 1        | -        | -        | -            | -            | 10       | 1        |
| 総通算     | 総通算   | 215+4    | 40+1     | 18       | 9        | 17           | 3            | 255      | 53       |

## 獲得タイトル
FCゼニト・サンクトペテルブルク
- ロシアサッカー・プレミアリーグ: 2 (2010, 2012)
- ロシア・カップ：1 (2010)

## 代表歴
- 2004年 - 2007年 : U-21イタリア代表 (32試合4得点)
- 2007年 : イタリア代表 (1試合0得点)
  - 代表デビュー : 2007年10月17日 南アフリカ代表戦